# Black River (Jamaica)
Black River es la capital de la parroquia de Saint Elizabeth, en el suroeste de Jamaica. Se encuentra en la desembocadura del río del mismo nombre. Una vez fue un puerto próspero de azúcar, pero hoy es un centro de turismo ambiental y una puerta de entrada a la zona turística Treasure Beach, Treasure Beach y Crane Beach están al sureste con Luana Beach hacia el oeste.

## Población
La población de esta ciudad jamaiquina se encuentra compuesta por un total de cuatro mil doscientas setenta y seis personas, según las cifras que arrojaron el censo llevado a cabo en el año 2010.